# تام رید

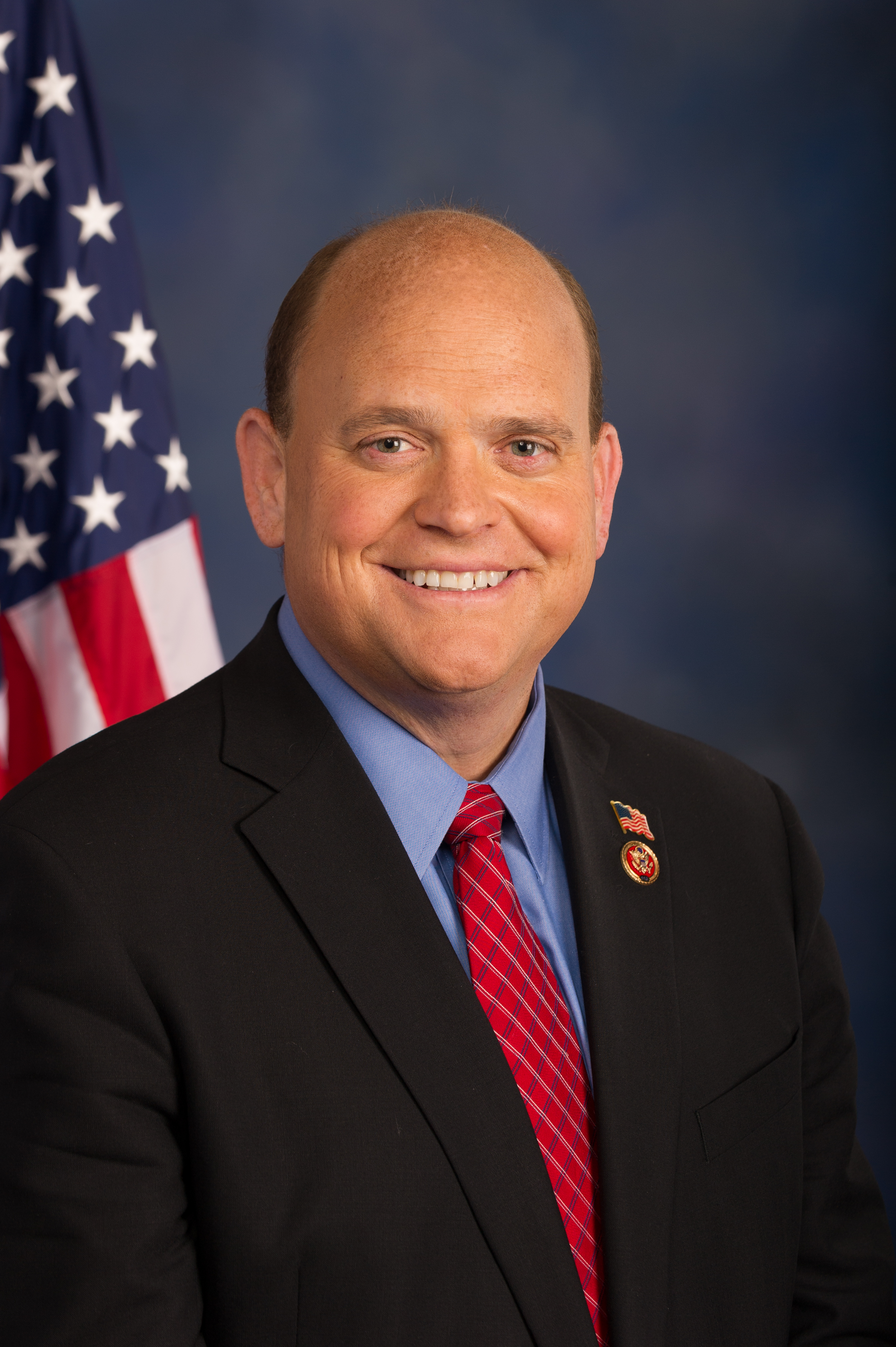
تام رید

تام رید (به انگلیسی: Tom Reed) نمایندهٔ حوزه انتخابیه نیویورک از جمهوری‌خواه در مجلس نمایندگان ایالات متحده آمریکا است که برای نخستین‌بار در ۲ نوامبر ۲۰۱۰ میلادی به‌عضویت این مجلس درآمد.